# تورنی
شهر تورنی (به فرانسوی: Taverny) در شهرستان ولدوآز در ناحیه ایل-دو-فرانس با جمعیت ۲۶٬۴۳۶ نفر در کشور فرانسه واقع شده‌است